# Nicotiana pauciflora
Nicotiana pauciflora là loài thực vật có hoa trong họ Cà. Loài này được J. Rémy mô tả khoa học đầu tiên năm 1849.